# درختزارهای خشک کوهستانی شرق صحرا

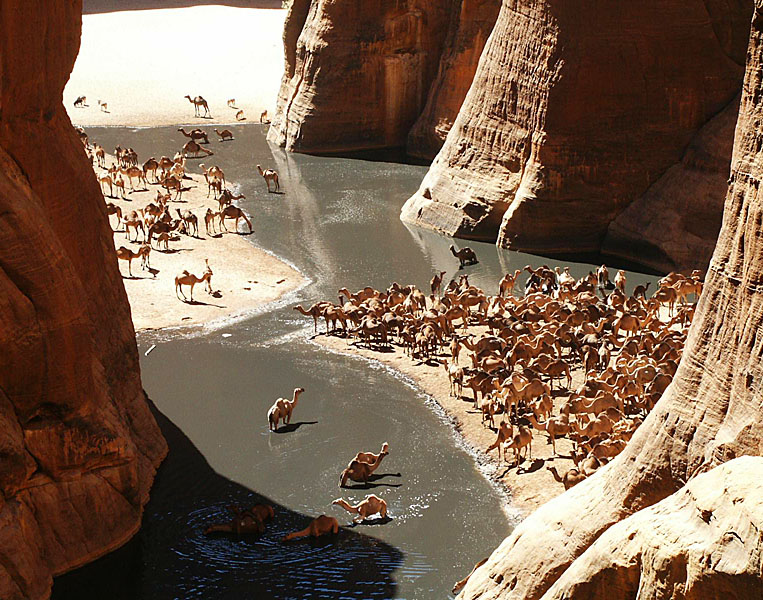
درختزارهای خشک کوهستانی شرق صحرا

درختزارهای خشک کوهستانی شرق صحرا (به انگلیسی: East Saharan montane xeric woodlands) منطقه‌ای از آفریقای مرکزی است، تعدادی کوه مرتفع در وسط این منطقه عظیم ساوانا در لبه صحرای بزرگ آفریقا دارد.